# キャプテン&テニール
キャプテン&テニール（Captain & Tennille）は、1972年にダリル・ドラゴン (Daryl Dragon)とトニ・テニール (Toni Tennille)夫妻が結成したアメリカ合衆国の男女ポップ・デュオ。

## 略歴
キーボーディスト兼アレンジャーの「キャプテン」ことダリル・ドラゴンと、ボーカリストでソングライターのトニ・テニールは、共にザ・ビーチ・ボーイズのツアーに参加。ツアー終了後、デュオとしての活動を開始した。1973年に自主製作盤のレコードが評判を呼び、A&M社と契約。カバー曲「愛ある限り」(全米1位)、「君こそすべて (The Way I Want to Touch You)」(全米4位)、「マスクラット・ラブ」、カバー曲「ショップ・アラウンド」、「愛の証し (Do That to Me One More Time)」(全米1位)、「ロンリー・ナイト」「キャント・ストップ・ダンシング」「ユー・ネバー・ダン・イット・ライク・ザット」などがヒットを記録した。
ドラゴンが「キャプテン」のニックネームになったのは、彼がいつも船長のような帽子をかぶっていたことに由来する。
1984年から、テニールはジャズ歌手としてキャプテンのプロデュースによる数枚のアルバムを発表し、舞台『ビクター/ビクトリア』に主演するなど活動の場を広げている。
後に二人は離婚している。
キャプテンことダリル・ドラゴンは、2019年1月2日に死去した。

## ディスコグラフィ

### スタジオ・アルバム
- 『愛ある限り』 - Love Will Keep Us Together (1975年、A&M)
- 『ソング・オブ・ジョイ』 - Song of Joy (1976年、A&M)
- 『雨に想いを』 - Come In from the Rain (1977年、A&M)
- 『ドリーム』 - Dream (1978年、A&M)
- 『愛の証し』 - Make Your Move (1979年、Casablanca)
- 『幸せの絆』 - Keeping Our Love Warm (1980年、Casablanca)
- More Than Dancing (1982年、Wizard)
- The Secret of Christmas (2007年、Retroactive Entertainment)